# MIEテクノ
株式会社MIEテクノ（エムアイイーテクノ、英: MIE TECHNO CO., LTD. ）は、株式会社MIEコーポレーションの子会社であり、ステンレス鋼・チタン製管継手、フランジを製造する事業会社である。
”エムアイイー”との呼称は、旧社名「三重ホーロー」からの社名変更において、「三重（ミエ）」だけではなく全世界に飛躍する思いをかけて「MIE（ミエ）」をローマ字読みにした。
1961年から2007年まで、名古屋証券取引所第二部に単独上場していた。

## 概要
1907年に設立された琺瑯鉄器株式会社を源流とし、本社所在地である三重県桑名市の地場産業である鋳物業に端を発する企業である。創業時は日本のホーロー製品の草分け的会社として、広く海外にホーロー製品を輸出していたが、現在は主にステンレス鋼やアルミニウム、チタンなどの特殊鋼・非鉄金属を使った管継手関連製品の製造に特化している。ホーローに関する設備は現在保有しておらず、ホーロー製品の製造販売は現在はしていない。
当社グループ企業が製造する管継手製品には“MIE”の刻印があり、長い歴史の中で培った技術力によりブランド化されている。LNG（液化天然ガス）・液体水素用管継手や食品・医薬品工場向け管継手など、高い品質を求められる管継手製品も供給している。中国に生産拠点となる製造子会社を保有しており中国での製造及び中国国内向けの販売を通じて販路を拡大している。

## 主力製品・事業
ステンレス鋼、アルミニウム合金、チタン等の特殊鋼・非鉄金属の加工に強み。卸・商社と通じて販売される汎用（JIS規格品）の管継手・フランジの製造事業と、船舶・プラント等の案件ごとに顧客から一括受注するプレハブ加工管事業（顧客の求める仕様に対応して予めフランジ等の溶接作業を済ませた状態で納品されるカスタムメイドの管継手）がある。
船級規格認証（ABS, LR, BV）を取得しており、LNG運搬船・液体水素運搬船等の造船用の管継手及びプレハブ加工管を生産可能。
- 突合せ溶接式管継手
- 屋内配管継手
- プレハブ加工管
- ステンレス鋼製フランジ
- ねじ込み式管継手
- ハウジング形管継手 MIE-K
- ステンレス鋼製高圧管継手
- ステンレス鋼製タンク

## 主要事業所
- 本社 - 三重県桑名市大字星川1001
- 東京支店 - 東京都中央区八丁堀3丁目22-11
- 大阪支店 - 大阪市東淀川区東中島1-18-5　KITENA新大阪9階

## 主な受注・納品案件
- 船舶向け管継手・プレハブ加工管
  - ジャパン マリンユナイテッド（LNG運搬船向け）
  - 川崎重工業（液体水素運搬船向け）[1]
- プラント向け管継手・プレハブ加工管
  - キオクシア（四日市工場[2]・北上工場[3]）

## 表彰
- 2016年：一般社団法人日本チタン協会より賛助会員功労賞を受賞

## 独自技術・研究開発・特許・実用新案・商標
- 溶接接手
  - 日本国特許　特許7493737「半割管継手の製造方法」
- グリップ式管継手（ミエグリップ）
  - ステンレス協会認定番号 第32205号
  - 日本国商標　登録1729305
- ハウジング形管継手 MIE-K
  - 消火設備用ハウジング継手 固定式001型　認定番号 PJ-256号
  - 実用新案登録 実登3217571「ハウジング形管継手」

## 沿革
- 1866年（慶応2年）- 伊勢桑名の大鍋屋広瀬与左衛門が日本で最初に鉄製ほうろう鍋を製造。広瀬家は江戸時代から辻内家と共に桑名の鋳造の老舗である。
- 1888年（明治21年）- 広瀬与左衛門が桑名郡桑名町にて琺瑯質の鋳物の製造に着手、工場等も建設。
- 1907年（明治40年）- 伊藤伝七をはじめ13人の発起人に営業権及び工場が譲られ、琺瑯鉄器株式会社が設立される。
- 1912年（明治45年）- 日本で最初に琺瑯鉄器を中国へ輸出。
- 1922年（大正11年）- 三重琺瑯株式会社に商号変更。
- 1938年（昭和13年）- 戦時体制下に於て飛行機部品、軍需資材の製造に従事するため、機械加工を開始。
- 1945年（昭和20年）- 戦災により工場の大半を焼失。残存設備を活用しステンレス製品の製造を開始。
- 1953年（昭和28年）- 桑名興業株式会社（現・MIEフォワード）を設立。
- 1961年（昭和36年）- 名古屋証券取引所2部に上場。
- 1964年（昭和39年）- 桑名市大字星川1001番地の現在地に本社工場を移転、ステンレス鋼製管継手、機器加工品の製造に着手。
- 1970年（昭和45年）- 三重ホーロー株式会社に商号変更。
- 1995年（平成7年）- 日本産研株式会社を買収し子会社とする。
- 1996年（平成8年）- チタン等の特殊材質管継手の生産に着手。
- 1997年（平成9年）- 株式会社エコノを設立し、環境・住宅機器商品の販売を開始。
- 1999年（平成11年）- 株式会社日本ジョイントを設立、ステンレス鋼製フランジの製造販売を開始。
- 2000年（平成12年）- 株式会社中部マテリアルズを設立、管工機材販売の営業を開始。
- 2001年（平成13年）- 株式会社MIEテクノに商号変更。日本産研はMIEフィッティングに社名変更した後、株式会社日本ジョイントを吸収合併。
- 2002年（平成14年）- プレハブ加工工場を増設。桑名興産株式会社は株式会社星川製作所を吸収合併し、同時に社名を株式会社MIEフォワードに変更。
- 2003年（平成15年）- 株式会社エコノを解散。グループとして管継手事業に特化。
- 2006年（平成18年）- 株式会社ベネックス（現・ベンカン）を割当先として60万株の第三者割当増資を実施するとともに資本・業務提携契約を締結
- 2007年（平成19年）- 創業100年を迎える。100周年記念配当を実施。中国現地法人「惠艾高科管件貿易（上海）有限公司」を設立。株式移転による純粋持株会社（MIEコーポレーション）設立のため12月21日付けで上場廃止。LNG船向けプレハブ加工工場新設に着手[4]
- 2008年（平成20年）- 株式会社MIEフィッティングが株式会社MIEテクノと合併（存続会社は株式会社MIEテクノ）。
- 2009年（平成21年）- 本社工場敷地内に新工場棟「部材加工工場」を建設。
- 2010年（平成22年）- 西宮工場の機能を本社工場（桑名市大字星川1001番地）へ集約。株式会社MIEテクノ大阪支店と株式会社中部マテリアルズ大阪支店が西宮工場跡地に移転。株式会社中部マテリアルズ大阪支店は西日本支社として営業。
- 2011年（平成23年）- 金日実業股份有限公司との合弁により当社グループ初の海外生産拠点として中国現地法人（連結子会社）「上海桑江金属科技有限公司」を設立。
- 2015年（平成27年）- ハウジング形管継手 MIE-Kの製造販売を開始。LNG船級プレハブ製造設備を新設、LNG船向け管継手・配管システムの製造販売を開始。
- 2016年（平成28年）- 上海桑江金属科技有限公司が金日実業股份有限公司から追加出資を受ける[5]。上海桑江金属科技有限公司は持分法適用会社となる。
- 2017年（平成29年）- ステンレス鋼製高圧管継手の製造販売を開始。溶接の自動化にむけてロボットを導入[6]。ハウジング形継手MIE-Kが消防法認定取得[7]。
- 2018年（平成30年）- LNG船用SOxスクラバ向け管継手の製造販売を開始[8][9][10]。液体水素運搬船向け管継手の製造販売を開始[1]
- 2022年（令和4年）- NCパイプベンダー及び三次元自動切断機を導入し、接手なし配管プレハブ加工に参入。[11][12]。大阪支店を兵庫県西宮市鳴尾浜1丁目6-22から大阪市東淀川区東中島のKITENA新大阪9階へ移転。
- 2023年（令和5年）- 本社工場内に各種検査装置や洗浄機器など専用設備を導入したクリーンルームを設けるとともに、溶接工程と連結させラインを組み、半導体設備向け配管製品の製造に参入[13]。

## 主要関係会社
- 親会社
  - 株式会社MIEコーポレーション
- 子会社
  - 株式会社MIEフォワード
- 持分法適用会社
  - 上海桑江金属科技有限公司

## 所属団体
- 日本金属継手協会
- ステンレス協会
- 愛知県管工機材商業協同組合
- みえ・航空宇宙産業推進協会
- 三重県高圧ガス安全協会
- 三重県経営者協会
- 桑名防火協会・桑名危険物安全協会